# Route nationale 222
Pour les articles homonymes, voir Route 222.
La route nationale 222 était une route nationale française qui permettait la liaison entre la D790 et la RN12 au niveau d'Yffiniac.

## Voie express (Rocade Sud de Saint-Brieuc)
- Carrefour giratoire entre D222 et D790 :
  - D222 : Brest, Guingamp, Ploufragan, Salle Argoat
  - Rue du Sabot : ZOOPOLE
  - Rue Camille Guérin : ZOOPOLE
  - Rue Jean Rostrand : ZOOPOLE
  - D790 : Saint-Julien, Loudéac (Véhicules Lents), Les Châtelets, La Poterie, centre de réadaptation Les Châtelets, funérarium
  - D790 : Saint-Brieuc, Les Villes Moisan
  -  D222 : Rennes, Quimper, Vannes, Loudéac, Trégueux, Brézillet Expo-Congrès Les Châtelets
- 1 D700  Échangeur entre D700 et D222 : Quimper, Vannes, Saint-Brieuc, Loudéac, Quintin
- 2 D27 : Plédran, Le Créac'h, Caux
- 3 D1 : Quessoy, Trégueux, Hôpital Yves Le Foll
- Avant séparation de la 2x2 voies.
- Séparation de la 2x2 voies.
- 4 D10 (depuis et vers Ploufragan) : Brest, Yffiniac
- Échangeur entre N12 et D222 : Rennes, Dinan, Lamballe
- Rappel. Fin de la D222, redirigé vers la N12.